# Duzong

宋度宗像

El emperador Duzong 宋度宗 (1240 - 1274) fue el 15° emperador de la dinastía Song (960-1279) de China, y el sexto de la dinastía Song meridional. Su nombre personal era Zhao Mengqi (趙孟启). Era sobrino del emperador Lizong y reinó de 1264 a 1274.
Su reinado fue jalonado por rebeliones, guerras y problemas. Los mongoles había pasado decenios atacando las fronteras del imperio Song y aspiraban a conquistar toda China. Duzong dejó totalmente de lado sus deberes, delegó los asuntos políticos y militares en el incompetente ministro Jia Sidao y se dedicó a disfrutar de una vida opulenta, entre bebida y mujeres. Estas características de su personalidad y reinado fueron recogidas en los relatos de Marco Polo, que lo mencionan con el nombre de Facfur el pacífico, soberano de Mangi.
La batalla final entre los chinos y los mongoles tuvo lugar en Xiangyang, en la actual provincia de Hubei, en 1274. Los mongoles capturaron y destruyeron el último bastión de los Song, aunque el ministro Jia ocultó la noticia a Duzong, quien murió poco después.
Los informes sobre su muerte difieren. Pudo ser por consumo excesivo de vino, pero el historiador Richard L. Davis y otras fuentes sostienen que fue debido a una grave negligencia médica. Fue enterrado en el mausoleo de Yongshao en enero de 1275.
Le sucedió su hijo de cuatro años, Gong Di, que fue forzado a abdicar dos años después